# The Beast (film, 2023)
The Beast är en fransk science fiction-film från 2023 regisserad av Bertrand Bonello. Den hade premiär vid filmfestivalen i Venedig där den deltog i tävlan om Guldlejonet.
Filmen handlar Gabrielle och Louis, ett par älskare som träffas i olika tidsrymder.

## Roller (i urval)
- Léa Seydoux – Gabrielle
- George MacKay – Louis
- Elina Löwensohn – sierskan
- Dasha Nekrasova – Dakota